# Lind, Kappel am Krappfeld
Lind je naselje v Občini Kappel am Krappfeld v Okraju Šentvid ob Glini na Koroškem v Avstriji.